# Garaczi László
Garaczi László (Budapest, 1956. július 17. –) József Attila-díjas magyar költő, próza-, esszé, dráma-, forgatókönyvíró, műfordító.

## Életpályája
Szülei Garaczi László és Csontos Mária. Tanulmányait az Eötvös Gimnáziumban kezdte, majd 1976–1981 között a(z) Ho Si Minh Tanárképző Főiskola magyar–történelem szakán tanult. 1981–1982 között a Kosárfonó és Kefekötő Vállalatnál dolgozott. 
1982 óta szabadfoglalkozású író. 1983-1988 között az Eötvös Loránd Tudományegyetem filozófia szakát végezte el. 1983–1984-ben szabadfoglalkozású közvélemény-kutató volt. 1988-tól a Művészeti Alap tagja. Tagja a Szépírók Társaságának, tiszteletbeli tagja a József Attila Körnek. 
2014. szeptember 15-i hatállyal Garaczi László megkapta a Graz írója címet és az azzal járó ösztöndíjat. Verset, prózát, esszét, drámát, fordításokat illetve forgatókönyveket egyaránt írt. Német nyelvű könyvei nagy része a Droschl Verlagnál jelent meg.
2022. december 13-án a Széchenyi Irodalmi és Művészeti Akadémia tagjának választották. Feri és a posztmodern címen tartotta székfoglaló előadását 2023. április 28-án.
2025 júliusában aláírásával támogatta a KneeCap nevű ír hiphoptrió Sziget Fesztiválon való fellépésének betiltását a trió palesztinpárti megnyilvánulásai miatt.

## Munkássága
A posztmodern irodalom képviselője. Műveit, amelyek egyértelműen egyetlen műfajba sem sorolhatók, a nyelvi formákkal való kísérletezés és töredékesség jellemzi. Imoga című drámáját 1990-ben Debrecenben mutatták be először.

## Színházi munkái
A Színházi adattárban regisztrált bemutatóinak száma: 18.

### Szerzőként
- Imoga, Debreceni Csokonai Színház (Pinczés István), 1990; Pinceszínház (Kőváry katalin), 1995; Pécsi Nemzeti Színház (Soós Péter), 1997
- Mizantróp, Szkéné (Zsótér István), 1996
- Fesd feketére!, Debreceni Csokonai Színház (Pinczés István), 1996
- Jéderman, Debreceni Egyetemi Színpad, 1997
- Prédales, Katona József Színház (Máthé Gábor), 1998
- Csodálatos vadállatok, Zsámbék (Jámbor József), 2001, Karaván Színház, 2009, Tomcsa Sándor Színház, Székelyudvarhely, 2014, Tóth Árpád
- Wunderbarer Biester, Bécs, 2001
- Wanderful Wild Animal, NY, New Dramatists, 2005
- Brahms és a macskák (Toepler Zoltánnal közösen), Káva Színház (Tóth Miklós), 2003, Kolozsvár (Szilágyi Palkó Csba), 2003
- Odüsszeusz, 2007, Budapesti Bábszínház (Valló Péter)
- Plazma, 2007, Veszprémi Petőfi Színház (Gula Péter), Fehérváry Vörösmarty Színház (Valló Péter), KOMA Társulat (Bakelit Színház), Kecskeméti Katona József Színház (Récei Tamás, 2009), Tomcsa Sándor Színház, Székelyudvarhely, 2009, Tóth Árpád
- Ovibrader, 2010, Pillanat Színház (Bagó Bertalan), 2012, Tomcsa Sándor Színház (Székelyudvarhely, Tóth Árpád), Főnix Színház, 2023 (Bicskei Kiss Laszló)
- Egy lemur vallomásai, 2011 (monodráma, Székesfehérvár, dramaturg: Czinki Ferenc, előadta: Horváth Gergely)
- A 10. gén, 2011, Koma Társulat (Keszég László)
- EMKE, 2012, Thália Színház (Bagó Bertalan)
- Magyar mátrix, 2017, RS9 Színház (Lábán Katalin), 2018, Tomcsa Sándor Színház (Székelyudvarhely, Tóth Árpád)
- Csipike (Fodor Sándor műveiből), Csíkszereda, 2018
- Veszteg, 2020, Triphajó (online, Bíró Bence), Gyula (felolvasó, Hegedűs D. Géza)
- Végre egy kis csönd, 2020 (Katona József Színház, Máté Gábor)

### Fordítóként
- Wole Soyinka: Aké (regény), Európa Kiadó, 1987

## Művei
- Szféra-antológia, 1980–1982. Zárójelentés. Dalos György, Farkas Péter, Fráter András, Garaczi László, Hajdu Zsuzsa, Könczöl Csaba, Mezei Péter, Németh Gábor, Petri György, Tóth Gábor írásaiból; s.n., Budapest, 1982 [szamizdat]
- Plasztik (prózák) 1985, Magvető Könyvkiadó
- A terület visszafoglalása a madaraktól (versek) 1986, Magvető
- Tartsd szemed a kígyón! (prózák) 1989, Holnap Kiadó
- Nincs alvás! (prózák) 1992, Pesti Szalon Kiadó, e-könyv: Podmaniczky Művészeti Alapítvány, 2016
- Bálnák tánca (drámák) 1994, Pesti Szalon Kiadó
- Mintha élnél – egy lemur vallomásai 1. (regény) 1995, Jelenkor Kiadó, 2010, Magvető Kiadó
- Pompásan buszozunk! – egy lemur vallomásai 2. (regény) 1998, Jelenkor Kiadó, 2011, Magvető Kiadó
- Az olyanok, mint te (drámák), Jelenkor Kiadó, 2000.
- Nevetnek az angyalok (esszék, kritikák, naplók), Jelenkor, Pécs, 2002
- Gyarmati nő (próza) Jelenkor, Pécs, 2005
- MetaXa (regény) Magvető Könyvkiadó, Budapest, 2006, 2018
- Arc és hátraarc – egy lemur vallomásai 3. (regény), Magvető, Budapest, 2010
- Wünsch híd – egy lemúr vallomásai 4. Magvető, 2015
- Plazmabál (versek), Magvető, Budapest, 2016
- Hasítás – egy lemur vallomásai 5. (regény); Magvető, Budapest, 2018
- Mintha élnél. Egy lemur vallomásai 1.; jav. utánny.; Magvető, Budapest, 2019
- Pompásan buszozunk! Egy lemur vallomásai 2.; jav. utánny.; Magvető, Budapest, 2019
- Weszteg; Magvető, Budapest, 2022

## Forgatókönyvek
- Mami Blue (rendezte: Pajer Róbert), 1988
- Ördög vigye (r.: Pajer Róbert), 1992
- Videoblues (r.: Sopsits Árpád), 1992
- Ezt kell beoszd mára, bébi! (kisjátékfilm, r.: Dékány Barbara), 2003
- Csodálatos vadállatok (tévéjáték) (r: Török Ferenc), 2005
- Egyetleneim (r.: Nemes Gyula), 2006
- Nyugalom (r: Alföldi Róbert), 2008
- Hazafelé (r: Horváth Lili), 2009

## Díjai
- Móricz Zsigmond-ösztöndíj (1986)[3]
- Soros-ösztöndíj (1987, 1988, 1992)
- A Jövő Irodalmáért Díj (1989)
- H. C. Kaser-díj (Olaszország, 1990)
- Füst Milán-díj (1991)
- IRAT-nívójutalom (1993)
- Déry-díj (1994)
- Alföld-díj (1994)
- OMI-ösztöndíj (New York, 1995)
- DAAD ösztöndíj (Berlin, 1996-1997)
- Krúdy Gyula-díj (1998)
- Szinnyei Júlia-emlékdíj (Jelenkor-nívódíj,1999)
- NKA-ösztöndíj (1999–2000, 2002–2003)
- József Attila-díj (2001)[4]
- Szép Ernő-díj (2001)
- Márai Sándor-díj (2002)
- Édes anyanyelvünk, drámaírói, alkotói ösztöndíj (2005)
- Litera-díj (2006, 2012)
- HP novellaírói pályázat I. díj (2006)
- Palládium díj (2007)
- A Magyar Köztársasági Érdemrend lovagkeresztje (2009)[5] – felfüggesztve (2016)
- Csernus Ákos-díj (2009)
- Szép Ernő-jutalom (2010)
- Rotary elismerés (2010)
- Szépírók Társasága prózaírói díj (2011)
- NKA alkotói ösztöndíj (2012)
- Radnóti-díj (2017)
- Üveggolyó-díj (Írók Boltja, 2018)[6]
- Merítés-díj (Moly.hu, 2019)
- Térey János-ösztöndíj (2020) (DIA, PIM)
- Salvatore Quasimodo-
Emlékdíj (különdíj)[7] (2020)
- Dramaturgok céhe – Az év drámája díj a Veszteg c. darabért (2020)
- Baumgarten-díj (2021)
- Kortárs Magyar Dráma-díj (2021)[8]
- Széchenyi István Művészeti Akadémia tagság (2022)
- Digitális Irodalmi Akadémia tagság (2023)
- Városmajor 48-díj (2023)